# Place de Ménilmontant
La place de Ménilmontant est une voie située dans le quartier de Belleville du 20e arrondissement de Paris.

## Situation et accès
La place de Ménilmontant est desservie à proximité par la ligne 2 à la station Ménilmontant.

## Origine du nom
Le voisinage de la rue de Ménilmontant lui a fait prendre ce nom.

## Historique
Cette place est créée en même temps que l'église Notre-Dame-de-la-Croix de Ménilmontant par décrets des 10 mai 1851, 25 octobre 1853 et 15 janvier 1859 qui ont autorisé la commune de Belleville à acquérir les terrains nécessaires à la construction de l'église Notre-Dame-de-la-Croix et à la formation de la place.
Depuis le 15 décembre 2023, la partie centrale de la place devient le square Idir.

## Bâtiments remarquables et lieux de mémoire
- La place donne sur l'église Notre-Dame-de-la-Croix de Ménilmontant dont elle constitue le parvis latéral.